# Otrine
Otrine (in greco antico: Ὀτρύνη?, Otrýne) era un demo dell'Attica.
Non si sa con esattezza dove fosse collocato, ma il demo viene citato a volte in relazione al pesce, cosicché potrebbe essersi trovato vicino alla costa; questo pesce era il κωβιός (kobiós, gobione). Alcuni studiosi ipotizzano una collocazione vicino ad Eleusi.